# Калјумет (Оклахома)
Калјумет (енгл. Calumet) град је у америчкој савезној држави Оклахома.

## Демографија
По попису из 2010. године број становника је 507, што је 28 (-5,2%) становника мање него 2000. године.
| Група             | 2000.       | 2010.       |
| Белци             | 401 (75,0%) | 393 (77,5%) |
| Афроамериканци    | 3 (0,6%)    | 0 (0,0%)    |
| Азијати           | 1 (0,2%)    | 2 (0,4%)    |
| Хиспаноамериканци | 35 (6,5%)   | 20 (3,9%)   |
| Укупно            | 535         | 507         |